# St. Peterskirche an der Brücke (Dorndorf)

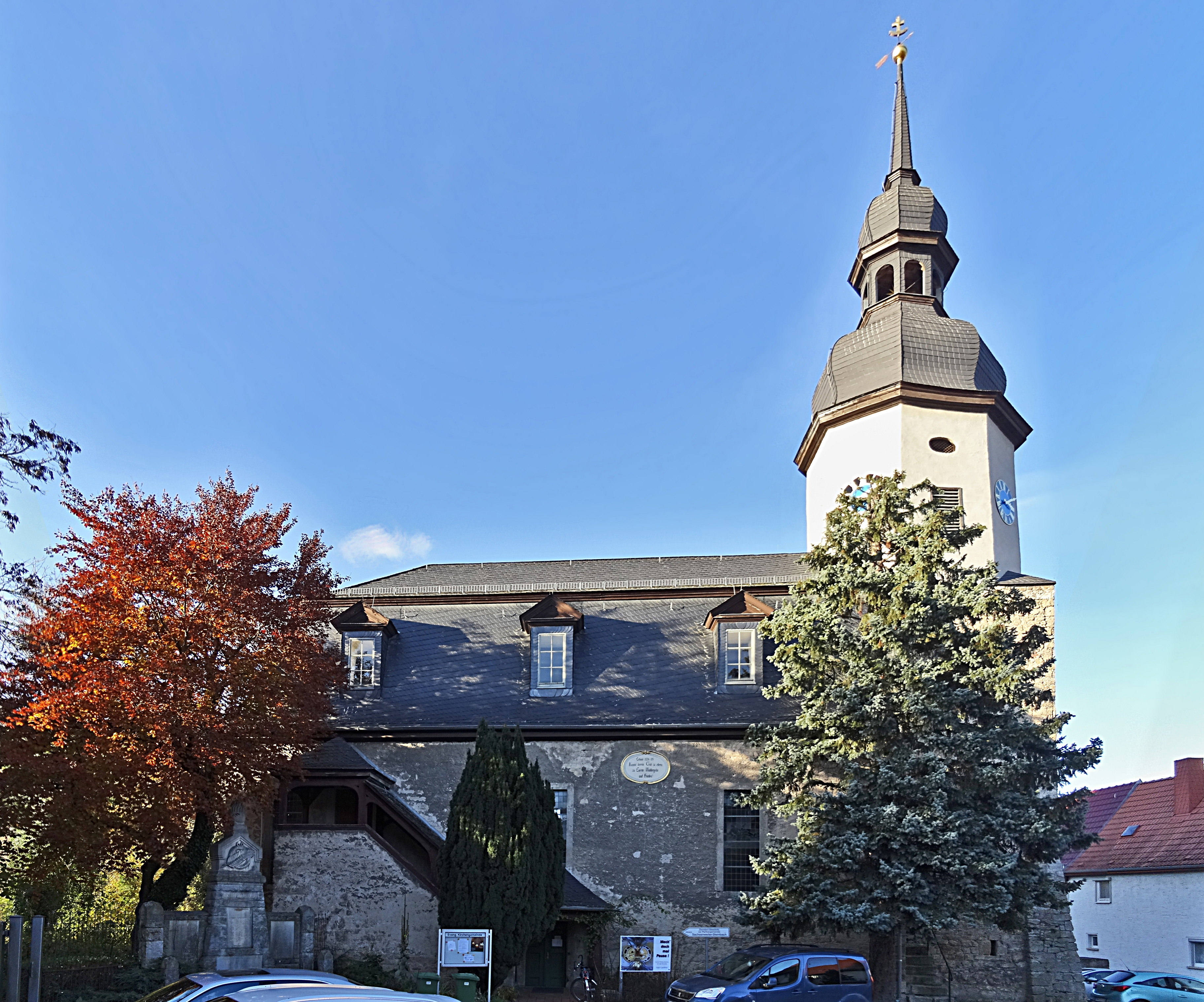
St. Peter in Dorndorf an der Saale

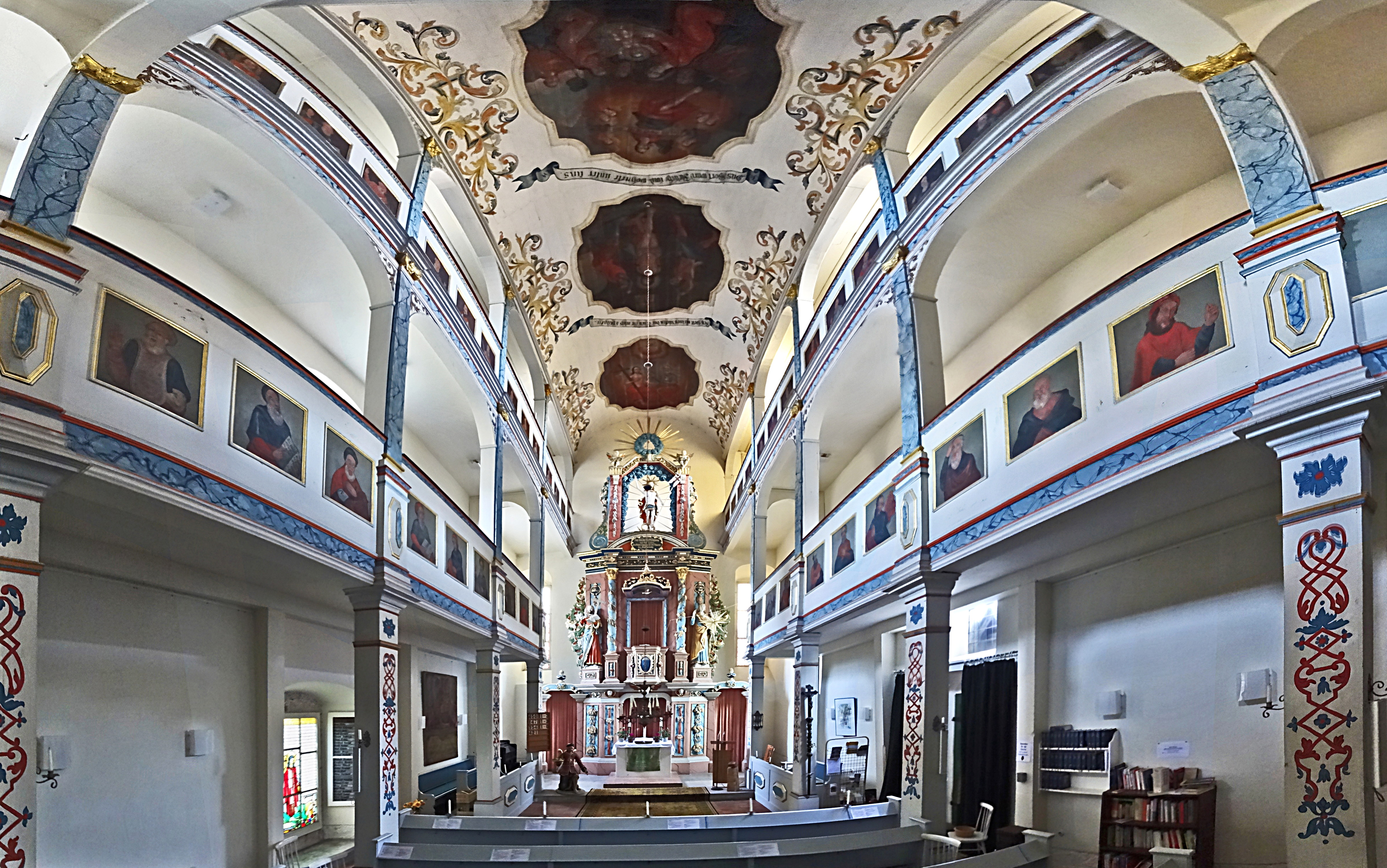
Innenraum-Panorama

Die St. Peterskirche an der Brücke ist ein barockes Kirchengebäude im Ortsteil Dorndorf der Gemeinde Dornburg-Camburg im Saale-Holzland-Kreis in Thüringen. Sie gehört zum Pfarrbereich Dorndorf-Steudnitz im Kirchenkreis Eisenberg der Evangelischen Kirche in Mitteldeutschland.

## Lage
Die Kirche stand früher an einer alten Brücke über die Saale, daher der Name. Die später angelegten moderneren Brücken stehen etwas weiter nördlich in Richtung Camburg.

## Geschichte
Die Kirche wurde 1725 bis 1727 anstelle einer durch Brand geschädigten Vorgängerkirche errichtet. Die Kirche ist ein schlichtes Bauwerk mit Mansarddach und einem Kirchturm im Osten mit barocker Kuppelhaube, der auf den Grundmauern eines mittelalterlichen Wach- und Wehrturms steht. Er ist wahrscheinlich nach dem Brand 1547 entstanden, das Datum 1631 an einem Stützpfeiler ist vermutlich auf eine Instandsetzung zu beziehen.

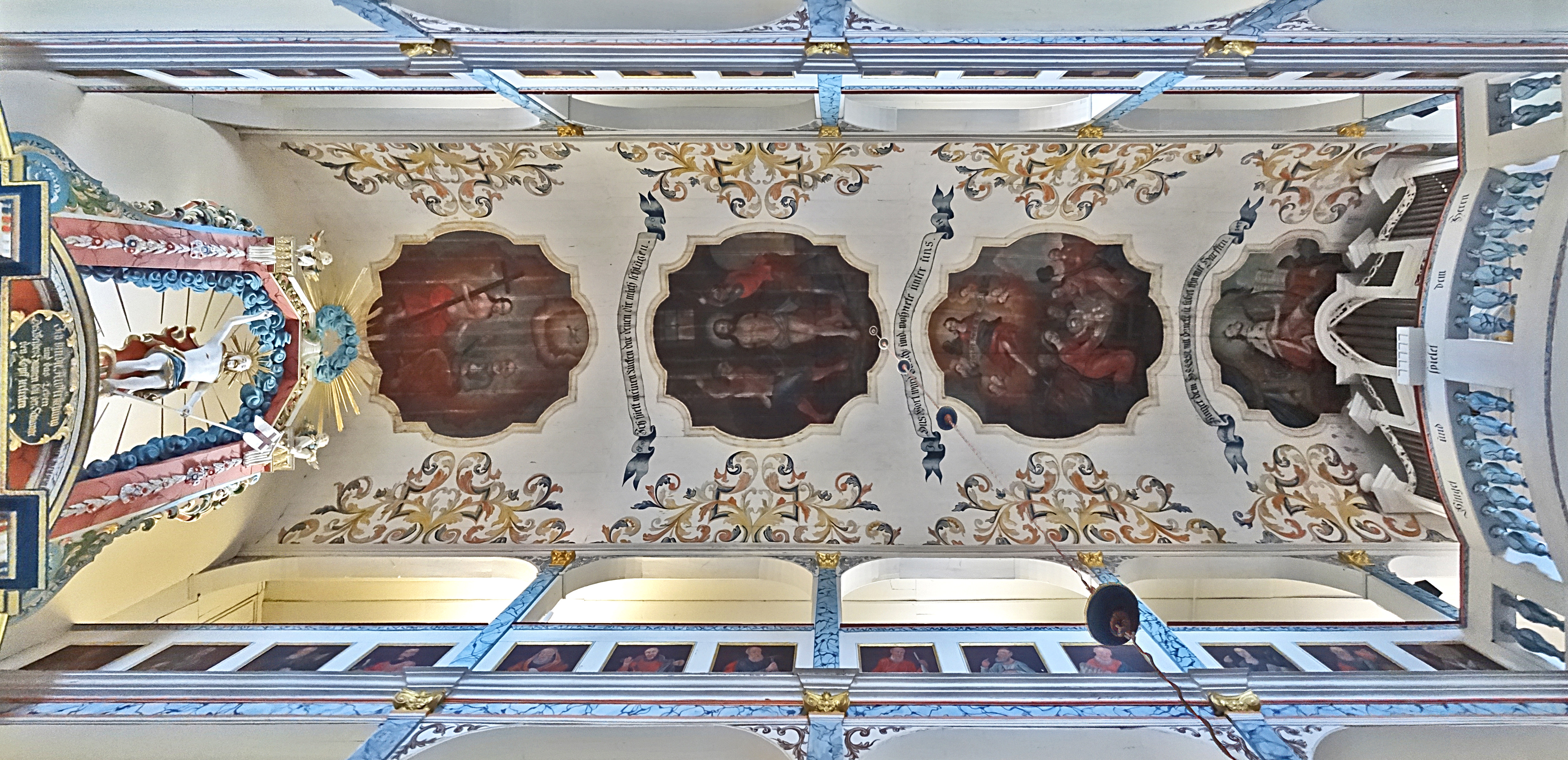
Deckengemälde

## Architektur und Ausstattung
Die Emporen werden über außenliegende Treppen erschlossen. Vier 1890 übermalte und 1969 bis 1972 restaurierte Gemälde schmücken das hölzerne Tonnengewölbe. Vor der Ostwand steht ein hoher zweigeschossiger Kanzelaltar mit Darstellungen von Christus und Johannes als lebensgroße Schnitzfiguren neben der Kanzel und dem auferstandenen Christus im Auszug. Die Fassung von Kanzelaltar und Emporen, möglicherweise auch die Gemälde im Tonnengewölbe sind Werke des Bürgeler Malers Christian Grote aus dem Jahr 1727. Ein kniender Taufengel ist auf das Jahr 1735 datiert.
In einem seitlichen, kleineren Fenster und auf umgebenden Tafeln sind die Namen der Gefallenen der Weltkriege gelistet.

## Orgel

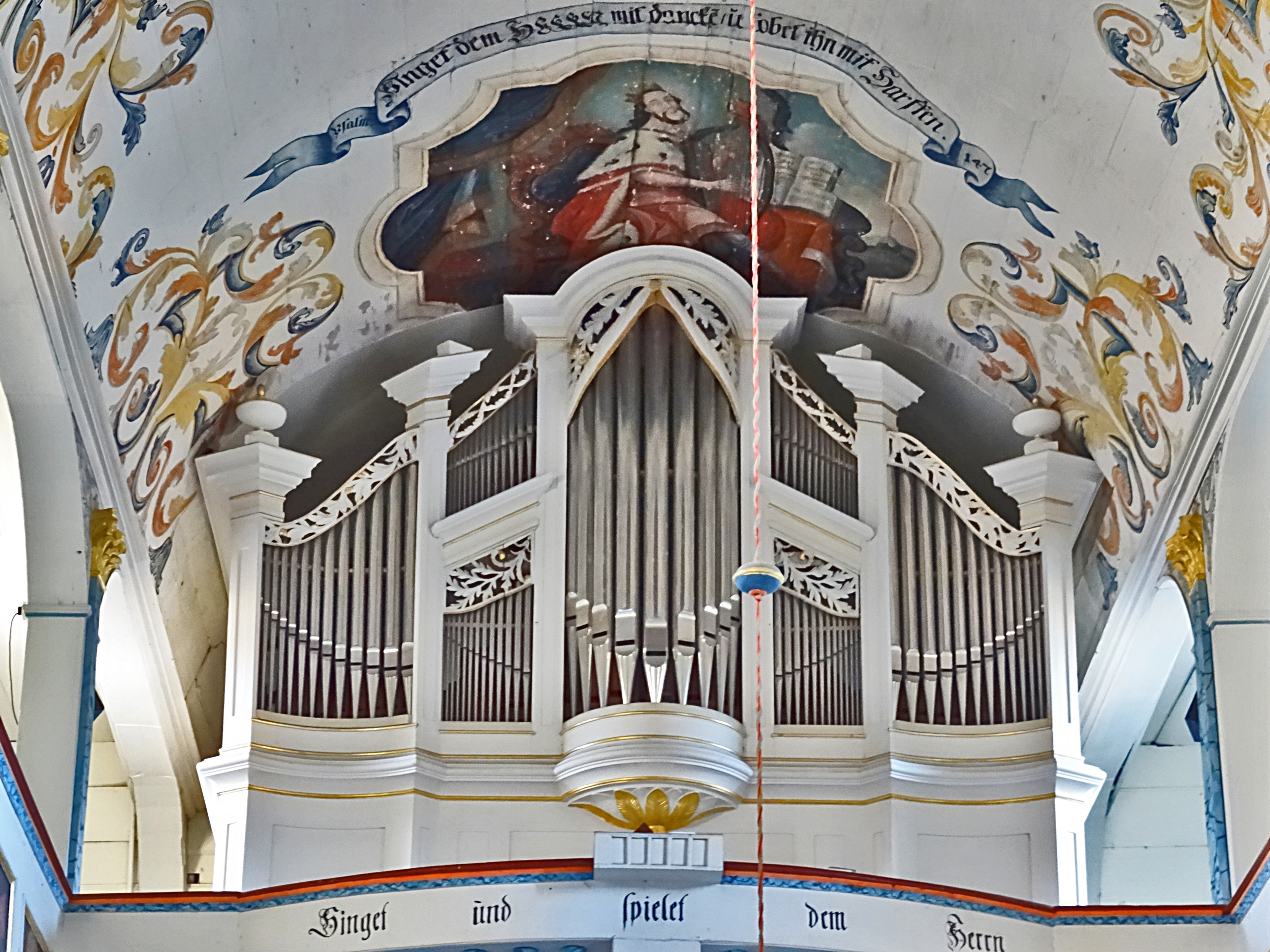
Gerhard-Orgel

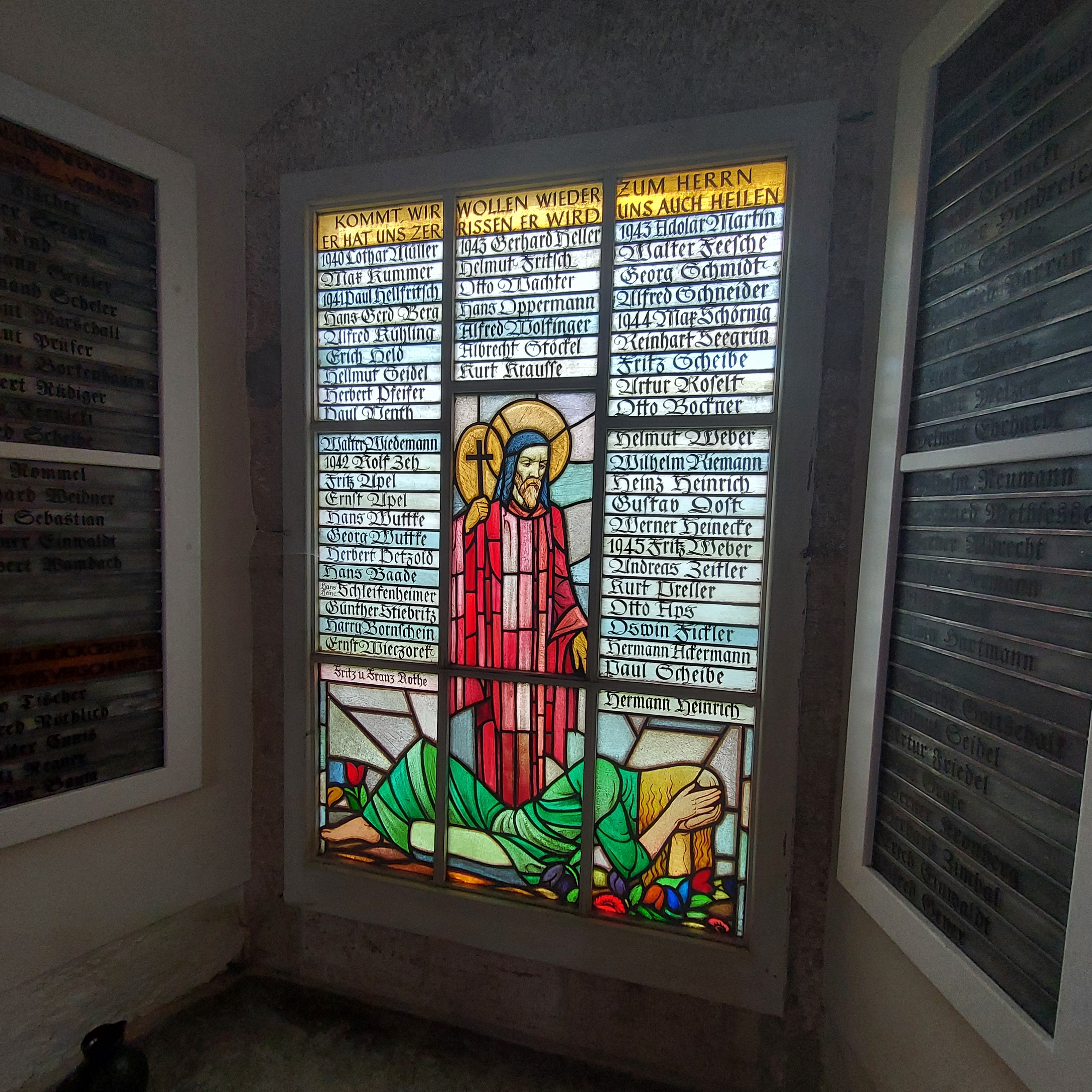
Kirchenfenster zum Gedenken der Gefallenen der Weltkriege

Die auf der zweiten Empore von Orgelbaumeister Johann Christian Adam Gerhard 1817 eingebaute Orgel wurde 1993/94 vom Unternehmen Vogtländischer Orgelbau Thomas Wolf restauriert. 
Die Orgel mit zwei Manualen, Pedal und 19 Registern hat folgende Disposition:
| I Manual C–e3  |     |                    |
| Principal      | 8′  | Holz/Zinn/Metall   |
| Bordun         | 16′ | Holz gedeckt       |
| Viola di Gamb  | 8′  | Holz/Metall        |
| Flauto amabile | 8′  | Holz offen         |
| Gedackt        | 8′  | Holz gedeckt       |
| Gemshorn       | 4′  | Metall konisch     |
| Octave         | 4′  | Metall zylindrisch |
| Quinte         | 3′  | Metall konisch     |
| Superoctave    | 2′  | Metall zylindrisch |
| Mixtur IV      |     | Metall             |

| II Manual C–e3   |      |              |
| Cornett III      | (4′) | Metall       |
| Lieblich Gedackt | 8′   | Holz gedeckt |
| Hohlflöte        | 8′   | Holz offen   |
| Principal        | 4′   | Metall zyl.  |
| Salicet          | 4′   | Metall zyl.  |
| Waldflöte        | 2′   | Metall kon.  |

| Pedal C–c1   |     |                  |
| Subbaß       | 16′ | Holz gedeckt     |
| Principalbaß | 8′  | Holz offen       |
| Posaune      | 16′ | Holz volle Länge |

Nebenregister
- Koppeln: Pedal an Hauptwerk durch separate Ventile, Manual-Schiebekoppel
- Tremulant auf das ganze Werk, Accord (Schalenglocken c2 - f2 - b2 - d3)